# Цикіндял
Цикіндял (рум. Țichindeal) — село у повіті Сібіу в Румунії. Входить до складу комуни Нокріх.
Село розташоване на відстані 207 км на північний захід від Бухареста, 21 км на північний схід від Сібіу, 117 км на південний схід від Клуж-Напоки, 97 км на захід від Брашова.

## Населення
За даними перепису населення 2002 року у селі проживали 175 осіб. Усі жителі села рідною мовою назвали румунську.
Національний склад населення села:
| Національність | Кількість осіб | Відсоток |
| -------------- | -------------- | -------- |
| цигани         | 96             | 54,9%    |
| румуни         | 79             | 45,1%    |